# As Olívias
As Olívias são um grupo de humor formado pelas atrizes Cristiane Wersom, Marianna Armellini, Renata Augusto e Sheila Friedhofer.

## História
O grupo surgiu nos corredores da Escola de Arte Dramática (EAD/USP), do encontro das atrizes Cristiane Wersom, Marianna Armellini, Renata Augusto e Sheila Friedhofer com a roteirista Andréa Martins e o ator e diretor Victor Bittow. A estreia aconteceu no teatro, em 2005, com o espetáculo As Olívias Palitam, em São Paulo. Desde então, já foram vistas por milhares de pessoas, em diversas cidades, além de terem participado dos principais festivais de humor do país.
O humor do grupo também ganhou espaço na internet, com a websérie As Olívias Queimam o Filme, lançada em 2009, e com uma segunda temporada em 2010. Com participação especial de convidados como Anderson Bizzochi, Elídio Sanna, Marco Gonçalves, Oscar Filho, Rafinha Bastos e Rafael Cortez, a série conta com milhões de acessos no YouTube.
Depois da internet, As Olívias estrearam também na tv, em 2011, com um programa semanal no canal Multishow – Olívias na TV – que já está em sua quarta temporada, com estreia prevista para abril.

## Projetos

### As Olívias Palitam
O espetáculo As Olívias Palitam é um show de humor que mostra como os acontecimentos mais banais podem ser divertidos e absurdos. Composto por esquetes, números musicais e momentos de interação com a plateia, o espetáculo deu forma ao humor das Olívias, trazendo um olhar feminino e inusitado a esse universo quase sempre dominado pelos homens. Situações como um grupo de amigas que discutem a história do Brasil no salão de beleza, ou de mulheres que ministram um workshop aos homens sobre comportamento pós-primeiro encontro, entre outras, garantiram o sucesso do espetáculo em inúmeras versões desde sua estreia, em 2005.
Com textos de Andréa Martins e direção de Victor Bittow, As Olívias Palitam já foi visto por milhares de pessoas em diversas cidades pelo país.

### As Olívias Queimam o Filme
Em 2009, As Olívias decidiram levar seu humor para a internet, em uma websérie com episódios semanais. Nascia As Olívias Queimam o Filme. A série contou com a direção de Daniel Nascimento, da Cia. Barbixas de Humor, e participações especiais de Anderson Bizzochi, Elídio Sanna, Marco Gonçalves,  Oscar Filho, Rafinha Bastos, Rafael Cortez, entre outros. Em 2010, a série ganhou uma segunda temporada e já contabiliza mais de 2,5 milhões de acessos no YouTube.

### Olívias na TV
Depois dos palcos e da internet, em junho de 2011 As Olívias estrearam a série de humor Olívias na TV, no canal Multishow, da Globosat. O programa semanal traz esquetes variadas sobre situações diversas, mostrando que o cotidiano pode ser muito divertido e até mesmo surreal. Atualmente em sua quarta temporada, já foi indicado por 2 anos seguidos pela revista Monet, da Editora Globo, ao prêmio de melhor programa de humor da TV por assinatura.